# Divide megye
Divide megye az Amerikai Egyesült Államokban, azon belül Észak-Dakota államban található. Megyeszékhelye és legnagyobb városa Crosby. Lakosainak száma 2195 fő (2020. április 1.). Divide megye Lake Alma No. 8, Souris Valley No. 7, Cambria No. 6, Estevan No. 5, Burke, Williams és Sheridan megyékkel határos.

## Népesség
A megye népességének változása:
| Lakosok száma | 2073 | 2135 | 2234 | 2314 | 2450 | 2195 |
|               | 2010 | 2011 | 2012 | 2013 | 2015 | 2020 |